# Argyropogon argentinus
Argyropogon argentinus är en tvåvingeart som beskrevs av Artigas 1991. Argyropogon argentinus ingår i släktet Argyropogon och familjen rovflugor. Inga underarter finns listade i Catalogue of Life.